# J. Tresselt
Die Pianofortefabrik J. Tresselt war zeitweise die drittgrößte ihrer Art im zaristischen Russland des 19. Jahrhunderts. Sie bestand zwischen 1835 und 1912, zunächst nur in Riga, dann ab 1860 auch in Sankt Petersburg. Zwischenzeitlich nannte die Firma sich auch Mellenius & Tresselt. Später benutzten die Nachfahren weiter das Logo J. Tresselt, ebenso der letzte Besitzer Rathke.

## Geschichte
Der aus Thüringen stammende Johann Christian Nicolai Tresselt (* 1823 in Großbreitenbach, † 15. März 1883 in Riga) war Nachkomme einer thüringischen Geigenbauerfamilie. Sein Vater war Musiklehrer und kam als solcher 1823 nach Riga. Johann Tresselt erlernte den Klavierbau bei Hermann Lichtenthal in Sankt Petersburg.
Zwischen 1849 und 1856 produzierte er in Riga Klaviere und Flügel zusammen mit dem Instrumentenbauer Adolph Mellenius als „Mellenius & Tresselt“, ab 1857 bis zu seinem Tod war Johann Tresselt wieder alleiniger Besitzer. 
Ab 1860 eröffnete er auch eine Manufaktur in Sankt Petersburg, die, bedingt durch günstige Steuern und behördliche Unterstützung, bald zu einer großen Fabrik anwuchs. Sein erster Sohn Nikolai Josef Tresselt leitete von 1883 bis 1890 die Fabrik. Ab 1890 bis 1909 war sein zweiter Sohn Eugen Rudolf Tresselt Leiter der Fabrik in Sankt Petersburg. Mit 6500 Klavieren Jahresproduktion 1910 war die Fabrik die drittgrößte Russlands.
Im Jahre 1882 waren 70 Arbeiter in Riga in der Fabrik in der großen Sandstraße 22 (heute: Smilšu iela) angestellt, zu der auch die Gebäude der Hausnummer 24 gehörten.
1909 kaufte Richard Rathke die Pianofabrik J. Tresselt, nach dem Tod von Eugen Rudolph Tresselt. Rathke war Sohn des Sankt Petersburger Pianofabrikanten Robert Rathke.